# Missionário Volnei
Volnei da Silva Alves (Palmeira das Missões, 24 de abril de 1974) é um religioso e político brasileiro. É missionário da Igreja Mundial do Poder de Deus.
É filiado ao União Brasil (UNIÃO). Nas eleições de 2014, em 5 de outubro, foi eleito deputado estadual, pelo Partido da República (PR), partido que abandonou em março de 2016, para a 54ª legislatura (2015 — 2019). Assumiu o cargo em 1 de fevereiro de 2015, cujo mandato expirou em 1 de fevereiro de 2019. se candidatou em 2022, porem perdeu a eleição para Deputado Estadual.